# Mohamed el Mahdi Seguouini
Mohamed el Mahdi Seguouini, né le 20 novembre 1994, est un coureur cycliste algérien, membre de l'AS Sûreté nationale.

## Biographie
En 2013, Mohamed el Mahdi Seguouini intègre l'équipe continentale algérienne Olympique Algérie Tours Agglo37. Grâce au partenariat entre la Fédération algérienne de cyclisme et le club amateur Tours Agglo 37, il participe à plusieurs épreuves du calendrier amateur français, notamment le Grand Prix Michel-Lair, où il se montre à son avantage en figurant durant une bonne partie de la course dans le groupe de tête. Sur le circuit UCI, il réalise deux tops 15 au Tour de Tipaza.
De retour sous les couleurs de l'AS Sûreté nationale en 2015, il se consacre principalement aux épreuves du calendrier algérien. En 2016, il est sélectionné en équipe d'Algérie pour participer aux championnats d'Afrique sur piste, qui se tiennent à Casablanca au Maroc. Avec ses coéquipiers algériens, il décroche une médaille d'argent en poursuite par équipes[réf. à confirmer], avant de prendre la neuvième place du scratch.

## Palmarès sur piste

### Championnats d'Afrique
- Casablanca 2016
  -  Médaillé d'argent de la poursuite par équipes